# Басовский сельсовет
Ба́совский сельсове́т — упразднённое муниципальное образование со статусом сельского поселения, существовавшее в составе Железногорского района Курской области России до 2018 года.
Административным центром была деревня Басово.

## История
Образован в первые годы советской власти в составе Нижнереутской волости Фатежского уезда. В 1928 году вошёл в состав новообразованного Фатежского района. В 1935—1963 годах находился в составе Верхнелюбажского района Курской области.
До декабря 1991 года входил в состав Фатежского района, затем передан в Железногорский район. Законом Курской области от 21 октября 2004 года № 48-ЗКО (в ходе муниципальной реформы 2006 года) муниципальное образование Басовский сельсовет наделено статусом сельского поселения.
Законом Курской области № 76-ЗКО от 26 октября 2017 года Басовский сельсовет был присоединён к Рышковскому сельсовету. Как юридическое лицо ликвидирован 3 октября 2018 года.

## Населённые пункты
На момент упразднения входили 10 населённых пунктов:
| №  | Населённый пункт | Тип населённого пункта          | Население |
| -- | ---------------- | ------------------------------- | --------- |
| 1  | Басово           | деревня, административный центр | ↗73       |
| 2  | Басово-Заречье   | деревня                         | ↗167      |
| 3  | Жилино           | деревня                         | ↘14       |
| 4  | Козюлькина       | деревня                         | ↘14       |
| 5  | Колесникова      | деревня                         | ↘22       |
| 6  | Комаровка        | деревня                         | ↗25       |
| 7  | Протасово        | деревня                         | ↘8        |
| 8  | Сухарева         | деревня                         | ↘18       |
| 9  | Шатохино         | село                            | ↘54       |
| 10 | Ясная Поляна     | хутор                           | ↘51       |

## Население
| 2002 | 2010 | 2012 | 2013 | 2014 | 2015 | 2016 |
| ---- | ---- | ---- | ---- | ---- | ---- | ---- |
| 456  | ↘446 | ↘439 | ↘433 | ↗437 | ↘434 | ↘432 |
| 2017 |      |      |      |      |      |      |
| ↘429 |      |      |      |      |      |      |

## Главы сельсовета
- Жуков (1932)
- Протасов (1933)
- Алфёров (1933)
- Халин Николай Васильевич (1950-е)
- Емельянова В. А. (1970-е)
- Рудская Любовь Николаевна (1992—2016)
- Фенина Елена Леонидовна (2016—2018)